# کارل لودویگ اشلایش
کارل لودویگ اشلایش (آلمانی: Carl Ludwig Schleich؛ ‏ ۱۹ ژوئیهٔ ۱۸۵۹ – ۷ مارس ۱۹۲۲) پزشک، فیلسوف، نویسنده، موسیقی‌دان و نقاش اهل آلمان بود.
او بابت مشارکت‌هایش در زمینهٔ بیهوشی بالینی شناخته می‌شود. وی در دههٔ ۱۸۹۰ میلادی از محلول رقیق‌شدهٔ کوکائین جهت بی‌حسی موضعی استفاده کرد. وی همچنین از پیشگامان پژوهش بر روی سلول‌های گلیال در دستگاه عصبی بود.